# زوليخة عدي
زوليخة أوداي  أو لالة زوليخة أوداي  واسمها الحقيقي يمينة الشايب ولدت في 7 ماي 1911 بحجوط هي ثورية جزائرية أعدمها الاحتلال الفرنسي رميا من طائرة عسكرية (الهليكوبتر)

## نشأتها
ونشأت وكبرت في مدينة شرشال، وهي من عائلة مناضلة، قدمت قوافل من الشهداء·
عاشت مرحلة الطفولة كغيرها من الشباب الجزائري في ظل الاستعمار، وحياة الظلم والفقر المسلط على رقاب الجزائريين، بعد الظلم والاضطهاد والتعسف والجهل والمرض·

## التحاقها بالثورة
فقد اضطرت المناضلة يمينة إلى البحث عن العمل واختارت عن قناعة وإيمان درب الجهاد
أين تمكنت الشهيدة في هذه الظروف أن تساهم بفعالية في تشكيل خلايا جديدة في هذه الفترة، ولم يقتصر نشاطها على مدينة شرشال وحدها، بل استطاعت أن تكون خلية في القرى من مناضلات وكان نشاط الشهيدة محل ملاحقة واهتمام من طرف رجال الأمن الفرنسيين، إلا أن شدة كتمانها للسر وحنكتها وذكائها جعلهم يعجزون عن كشف المهام التي كانت تقوم بها وكانت تتمتع بثقة كبيرة لدى المجاهدين، كان لها دور ريادي في نشر الوعي الوطني وإفشال مخططات (ASS) لكسر شوكة الثورة وعزلها عن الشعب، وخاصة في الأرياف المجاورة لمدينة شرشال·
كانت تقوم بجمع الأموال وتوفير الأدوية والمؤونة للمجاهدين، وقد حاولت السلطات الاستعمارية بكل الوسائل مطاردتها وإلقاء القبض عليها، ولم يتمكن العدو من معرفة نشاطها ودورها في الإعداد للثورة··
التحقت بصفوف الثورة في جبل (سيدي سميان) لتواصل كفاحها وقامت بواجبها وجاهدت بالمنطقة الرابعة
خلفت أبو القاسم العليوي عندما استشهد في قيادة الجيش الجزائري[بحاجة لمصدر] في شرشال في الحرب ضد المستعمر،

## القبض عليها وإعدامها
بعد عملية تمشيط واسعة النطاق، استهدفت جبال (بوحرب) و(سيدي سميان) وقعت الشهيدة في قبضة العدو· أعتقلها الجيش الفرنسي في 15 أكتوبر 1957، وتم تعذيبها 10 أيام دون انقطاع قبل أن يتم إعدامها رميا من طائرة هيليكوبتر في 25 أكتوبر 1957 تم ربطها في سيارة عسكرية وتم جرها وتعذيبها أمام الملأ لترويع الشعب وكان ينادى في الشعب بأن كل من يتمرد على فرنسا هذا هو جزاءه وأن فرنسا لن ترحم أحدا ولو كن نساء إلا أنها صبرت صبر أيوب ولم تبح بكلمة فكانت أسطورة التاريخ فكانت تصرخ بأعلى صوتها:«يا الخاوة أطلعوا للجبل... أطلعوا للجبل» وبعدها قام المستعمر برميها من على متن طائرة مروحية.

## العثور على جثمانها
ولم يُعثر على جثمانها لغاية سنة 1984 تكلم أحد الشيوخ الذي كان فلاحا وقت الإستعمار بأنه في يوم من أيام سنة 1957 وجد امرأة مهشمة في طريقه فحملها ودفنها ودلهم على مكانها فلما حفروا وجدوا بقايا عظام امرأة والعجيب أنهم وجدوا بقايا من فستانها الذي أعدمت به وتم التعرف عليها.

## ذاكرة
- كتاب عن سيرتها بوشامة, كمال (2016). Lalla Zoulikha Oudaï, la mère des résistants (بالفرنسية). منشورات يوبا. p. 295.[4]

- آسيا جبار، La Femme sans sépulture [امرأة بدون كفن]، A. Michel ،2002 [5]
- "«Le nom de Yamina Oudaï ne figure pas sur la liste des 405 martyrs» | El Watan". www.elwatan.com. مؤرشف من الأصل في 2021-04-24. اطلع عليه بتاريخ 2020-07-30.
- خُصص فيلم آسيا جبار `` La Nouba des femmes du Mont Chenoua '' (1978) لها.[6]